# Christian S. Christiansen
Christian Sophus Christiansen (17. juli 1865 i København – 13. juni 1919 i København) var en dansk snedker, socialdemokratisk politiker og borgmester.
Han var søn af snedkersvend Christiansen, lærte møbelsnedkeri hos Severin & Andreas Jensen, blev svend 1884, var i bestyrelsen for Snedkernes og Stolemagernes Fagforening 1885, formand 1893-98, formand for Skibssnedkernes Fagforening 1890-95, forretningsfører for Snedkerforbundet i Danmark 1898-1901, snedkermester 1901. Han var medlem af Borgerrepræsentationen fra 1902 til 1917 (formand 1913-17), af Københavns Havneråd 1907, Landstingsmand fra 1906, medlem af bestyrelsen for Arbejdernes Fællesbageri. Han var borgmester for Københavns Magistrats 5. Afdeling 1917-1919.
Han var gift med Hedvig Christine C., f. 18. december i Døllefjelde.